# Augustin Gensse
Augustin Gensse (* 20. srpna 1983, Mont-de-Marsan) je francouzský profesionální tenista. Ve své dosavadní kariéře na okruhu ATP World Tour nevyhrál žádný turnaj. Na challengerech ATP a okruhu Futures získal k srpnu 2011 deset titulů ve dvouhře a čtyři ve čtyřhře.
Na žebříčku ATP byl nejvýše ve dvouhře klasifikován v září 2011 na 140. místě a ve čtyřhře pak v červnu 2008 na 363. místě. K roku 2011 jej trénoval Jérome Prigent.

## Tituly na challengerech ATP a okruhu Futures
| Legenda           |
| ----------------- |
| Challengery (0–1) |
| Futures (10–0)    |

### Dvouhra: 11 (10–1)

#### Vítěz (10)
| Č.  | Datum             | Turnaj        | Povrch | Soupeř ve finále             | Výsledek      |
| 1.  | 1. srpna 2005     | Španělsko F18 | antuka | José Antonio Sánchez-de Luna | 7–5, 6–2      |
| 2.  | 5. června 2006    | Tunisko F2    | antuka | Rabie Chaki                  | 4–6, 6–4, 6–0 |
| 3.  | 17. července 2006 | Španělsko F23 | antuka | Pablo Santos                 | 1–6, 6–3, 6–3 |
| 4.  | 10. května 2010   | USA F12       | antuka | Erling Tveit                 | 6–3, 6–2      |
| 5.  | 14. června 2010   | Maroko F3     | antuka | Gerard Granollers-Pujol      | 6–3, 6–4      |
| 6.  | 21. června 2010   | Francie F9    | antuka | Philip Bester                | 6–1, 6–4      |
| 7.  | 28. června 2010   | Maroko F5     | antuka | Carlos Boluda-Purkiss        | 6–1, 6–2      |
| 8.  | 9. srpna 2010     | Německo F12   | antuka | Alexandre Folie              | 6–4, 6–3      |
| 9.  | 16. srpna 2010    | Lotyšsko F1   | antuka | David Novák                  | 6–3, 6–2      |
| 10. | 27. září 2010     | Itálie F28    | antuka | Grzegorz Panfil              | 6–1, 3–6, 6–2 |

### Čtyřhra ()

#### Vítěz (4)
| Legenda         |
| --------------- |
| Challengery (1) |
| Futures (3)     |

| Č. | Datum             | Turnaj         | Povrch | Spoluhráč           | Finalisté                             | Výsledek           |
| 1. | 17. července 2006 | Španělsko F23  | antuka | Carlos Rexach-Itoiz | Javier Foronda Pablo Santos           | 6–3, 6–1           |
| 2. | 25. června 2007   | Francie F9     | antuka | David Marrero       | Adriano Biasella Marcel Felder        | 2–6, 6–3, 7–6(7–5) |
| 3. | 16. února 2009    | Meknes, Maroko | antuka | Éric Prodon         | Giancarlo Petrazzuolo Simone Vagnozzi | 6–1, 7–6(7–3)      |
| 4. | 22. června 2009   | Francie F9     | antuka | Leonardo Tavares    | Julien Jeanpierre Nicolas Renavand    | 6–2, 6–2           |